# 賓厄姆冰川
69°23′S 63°10′W / 69.383°S 63.167°W
賓厄姆冰川（英語：Bingham Glacier）是南極洲的冰川，位於帕爾默地，全長28公里，由英國探險隊繪入地圖，以英國皇家海軍外科醫生命名，現時由南極條約體系管理。